# Lijst van beschermd erfgoed in de gemeente Luxemburg
In deze lijst van beschermd erfgoed in de gemeente Luxemburg zijn alle geclassificeerde nationale monumenten van de Luxemburgse gemeente Luxemburg opgenomen.

## Monumenten per wijk

### Beggen
| Object | Bouwjaar/architect | Locatie            | Datum beschermd?  | Coördinaten                  | Afbeelding |
| ------ | ------------------ | ------------------ | ----------------- | ---------------------------- | ---------- |
| Gebouw |                    | 170, rue de Beggen | 27 juli 1989 (IS) | 49° 38' 44" NB, 6° 7' 43" OL |            |

### Belair
| Object | Bouwjaar/architect | Locatie                    | Datum beschermd?       | Coördinaten                  | Afbeelding |
| ------ | ------------------ | -------------------------- | ---------------------- | ---------------------------- | ---------- |
| Huis   |                    | 42, avenue Gaston-Diderich | 21 september 2007 (IS) | 49° 36' 37" NB, 6° 6' 57" OL |            |
| Huis   |                    | 44, avenue Gaston-Diderich | 21 september 2007 (IS) | 49° 36' 37" NB, 6° 6' 57" OL |            |

### Bouneweg
| Object      | Bouwjaar/architect | Locatie                                                          | Datum beschermd?     | Coördinaten                  | Afbeelding |
| ----------- | ------------------ | ---------------------------------------------------------------- | -------------------- | ---------------------------- | ---------- |
| Oude remise |                    | bij Gare de Luxembourg                                           | 18 januari 1991 (MN) | 49° 36' 3" NB, 6° 8' 11" OL  |            |
|             |                    | 5, Cour du Couvent/ rue Charles-Gounod                           | 5 februari 2007 (IS) | 49° 35' 52" NB, 6° 8' 19" OL |            |
| Gebouw      |                    | 8, place du Parc; 1, rue Charles-Gounod en 3, rue Charles-Gounod | 5 februari 2007 (IS) | 49° 35' 53" NB, 6° 8' 20" OL |            |
|             |                    | 5, rue Charles-Gounod                                            | 5 februari 2007 (IS) | 49° 35' 52" NB, 6° 8' 19" OL |            |
|             |                    | 10 en 12, place du Parc                                          | 5 februari 2007 (IS) | 49° 35' 53" NB, 6° 8' 20" OL |            |
|             |                    | 14, place du Parc                                                | 5 februari 2007 (IS) | 49° 35' 52" NB, 6° 8' 20" OL |            |

### Clausen
| Object                    | Bouwjaar/architect | Locatie                     | Datum beschermd?     | Coördinaten | Afbeelding |
| ------------------------- | ------------------ | --------------------------- | -------------------- | ----------- | ---------- |
| Huis met plein            |                    | 9, allée Pierre-de-Mansfeld | 31 oktober 2003 (MN) |             |            |
|                           |                    | 1, rue Jules-Wiltheim       | 14 oktober 2005 (MN) |             |            |
| Deel van kasteel Mansfeld |                    |                             | 5 maart 2004 (IS)    |             |            |

### Dommeldange
| Object | Bouwjaar/architect | Locatie              | Datum beschermd?  | Coördinaten | Afbeelding |
| ------ | ------------------ | -------------------- | ----------------- | ----------- | ---------- |
|        |                    | 30, rue Vandermeulen | 3 april 1992 (MN) |             |            |

### Eich
| Object | Bouwjaar/architect | Locatie          | Datum beschermd?      | Coördinaten | Afbeelding |
| ------ | ------------------ | ---------------- | --------------------- | ----------- | ---------- |
|        |                    |                  | 10 oktober 1986 (IS)  |             |            |
|        |                    | 2, place Dargent | 23 februari 1988 (IS) |             |            |

### Quartier Gare
| Object                                                                               | Bouwjaar/architect       | Locatie                                                                  | Datum beschermd?       | Coördinaten | Afbeelding |
| ------------------------------------------------------------------------------------ | ------------------------ | ------------------------------------------------------------------------ | ---------------------- | ----------- | ---------- |
| Station Luxemburg                                                                    |                          |                                                                          | 13 januari 1989 (MN)   |             |            |
| Villa Pauly, geb. 1923                                                               | Mathias Martin           | 57, boulevard de la Pétrusse                                             | 11 augustus 1989 (MN)  |             |            |
| Villa Clivio                                                                         | Mathias Martin           | 17, rue Goethe                                                           | 13 januari 1989 (MN)   |             |            |
| Gebaut 1956 vun der Firma West-Waggon Köln-Deutz, mat Dieselmoteuren Deutz A 12L 614 |                          | ?Dépôt Gare Lëtzebuerg                                                   | 29 juni 2000 (MN)      |             |            |
|                                                                                      |                          | ? Dépôt Gare Lëtzebuerg                                                  | 3 maart 1988 (MN)      |             |            |
|                                                                                      |                          | ? Dépôt Gare Lëtzebuerg                                                  | 15 december 2005 (MN)  |             |            |
| Hotel Alfa                                                                           |                          | 16, place de la Gare                                                     | 14 mei 1991 (IS)       |             |            |
| Gebai mat der Plaz déi derzou gehéiert                                               |                          | 122, rue Adolphe-Fischer                                                 | 13 februari 1989 (IS)  |             |            |
| Bankfiliaal                                                                          | 1909-1912 Joseph Nouveau | Eck Paräisser Plaz (place de Paris) an Nei Avenue (avenue de la Liberté) | 6 juli 1978 (IS)       |             |            |
|                                                                                      |                          | 11, rue de Bonnevoie                                                     | 21 september 2007 (IS) |             |            |

### Grund
| Object                              | Bouwjaar/architect | Locatie                                               | Datum beschermd?                             | Coördinaten | Afbeelding |
| ----------------------------------- | ------------------ | ----------------------------------------------------- | -------------------------------------------- | ----------- | ---------- |
|                                     |                    | rue Munster                                           | 23 april 1953 (MN)                           |             |            |
|                                     |                    | Kierch Lëtzebuerg-Stadgronn                           | 7. Dezember 2001 (MN)                        |             |            |
|                                     |                    | Péitrussdall                                          | 27 mei 1963 (MN)                             |             |            |
| Nationaal Museum , abdij Neumünster |                    | 25 a 24 rue Munster                                   | 15 januari 1988 (MN)                         |             |            |
| oude sluis met huizen rondom        |                    | Tilleschgaass (rue Saint-Ulric)                       | 28 juli 1989 (MN)                            |             |            |
|                                     |                    | 23a, Tilleschgaass (rue St-Ulric)                     | 27 oktober 1989 (MN)                         |             |            |
|                                     |                    | Tilleschgaass (rue St-Ulric)                          | 12 januari 1990 (MN)                         |             |            |
|                                     |                    | rue Plaetis a rue Sosthène-Weis                       | 28 juli 1989 (MN)                            |             |            |
|                                     |                    | rue Munster                                           | 5 januari 1988 (IS)                          |             |            |
|                                     |                    | montée du Grund                                       | 18 januari 1979 (IS)                         |             |            |
|                                     |                    | rue Plaetis                                           | 29. Dezember 1989 resp. 7 februari 1990 (IS) |             |            |
|                                     |                    | Reschter vun der Festungsmauer déi zur fréier Schleis | 21 september 2000 (IS)                       |             |            |
|                                     |                    | 20, Tréiererstrooss (rue de Trèves)                   | 30 april 2003 (IS)                           |             |            |

### Hamm
| Object | Bouwjaar/architect | Locatie      | Datum beschermd?       | Coördinaten                   | Afbeelding |
| ------ | ------------------ | ------------ | ---------------------- | ----------------------------- | ---------- |
|        |                    | 5, rue Haute | 11 september 2009 (IS) |                               |            |
|        |                    | Scheedhaff   | 18 mei 2007 (MN)       | 49° 36' 38" NB, 6° 11' 48" OL |            |

### Hollerich
| Object                      | Bouwjaar/architect | Locatie                | Datum beschermd?                   | Coördinaten | Afbeelding |
| --------------------------- | ------------------ | ---------------------- | ---------------------------------- | ----------- | ---------- |
|                             |                    | rue de la Déportation  | 16 oktober 1987 (MN)               |             |            |
|                             |                    | 60, route d'Esch       | 12 maart 2004 (MN)                 |             |            |
|                             |                    | 62, route d'Esch       | 7 mei 2004 (MN)                    |             |            |
|                             |                    | 64, route d'Esch       | 7 mei 2004 (MN)                    |             |            |
|                             |                    | 13 a 15, route d'Esch  | 17 Mäerz 1989 a 15 maart 1990 (IS) |             |            |
| Gouf virun 2009 ewechgeholl |                    | 36, rue Marie-Adelaïde | 29. Dezember 1989 (IS)             |             |            |

### Kirchberg
| Object                                                            | Bouwjaar/architect | Locatie                                              | Datum beschermd?   | Coördinaten | Afbeelding |
| ----------------------------------------------------------------- | ------------------ | ---------------------------------------------------- | ------------------ | ----------- | ---------- |
| Elektrische diesel-generator Klöckner-Humboldt-Deutz AG Nr. 48600 |                    | Gebouw van het voormalige Instituut voor technologie | 15 maart 2004 (MN) |             |            |

### Limpertsberg
| Object | Bouwjaar/architect | Locatie                     | Datum beschermd?      | Coördinaten | Afbeelding |
| ------ | ------------------ | --------------------------- | --------------------- | ----------- | ---------- |
|        |                    | 34, avenue Pasteur          | 18 juni 2010 (MN)     |             |            |
|        |                    | 32, 30 an 28 avenue Pasteur | 28 februari 2011 (MN) |             |            |
|        |                    | 1, rue Léandre-Lacroix      | 3 juli 1990 (IS)      |             |            |
|        |                    | 17, rue Guillaume-Schneider | 16 juli 1990 (IS)     |             |            |

### Merl
| Object                                              | Bouwjaar/architect | Locatie                           | Datum beschermd?                                    | Coördinaten | Afbeelding |
| --------------------------------------------------- | ------------------ | --------------------------------- | --------------------------------------------------- | ----------- | ---------- |
| barok meubilair en oude deel van de kerk            |                    | Parkierch                         | 19 januari 1990 (MS)                                |             |            |
| oude deel van de kerk met toren                     |                    | Parkierch                         | 13 maart 1989 (IS)                                  |             |            |
|                                                     |                    | 273, route de Longwy              | 18 mei 2007 (MS)                                    |             |            |
|                                                     |                    | 2, 6, 8 an 10, rue de la Barrière | 1 maart 1989, 13 maart 1989 an 3 augustus 1989 (IS) |             |            |
| Boerderij Schlass met bijgebouwen, tuinen en plaats |                    | 20, rue des Celtes                | 3 maart 1989 (IS)                                   |             |            |
| Ruïne van de Wandmille met 2 bijgebouwen            |                    | op der Wandmillen, rue Val-Fleuri | 11 december 2002 (IS)                               |             |            |

### Pfaffenthal
| Object                                    | Bouwjaar/architect | Locatie                             | Datum beschermd?      | Coördinaten | Afbeelding |
| ----------------------------------------- | ------------------ | ----------------------------------- | --------------------- | ----------- | ---------- |
| Orgel in de kerk van het 'Hospice civile' |                    |                                     | 11 december 2002 (MS) |             |            |
|                                           |                    | 67 an 69, rue Mohrfels              | 10 december 1987 (IS) |             |            |
|                                           |                    | rue Laurent-Menager                 | 20 april 1984 (IS)    |             |            |
|                                           |                    | 26, rue Saint-Matthieu (Descherwee) | 23 oktober 1986 (IS)  |             |            |

### Oberstadt
| Object                                                      | Bouwjaar/architect | Locatie                                                | Datum beschermd?       | Coördinaten | Afbeelding |
| ----------------------------------------------------------- | ------------------ | ------------------------------------------------------ | ---------------------- | ----------- | ---------- |
| ronde en vierkante torentjes in de binnenhof van het gebouw |                    | 3, Grand-Rue                                           | 28 juli 1989 (MN)      |             |            |
|                                                             |                    | 23, bvd Grande-Duchesse-Charlotte                      | 10 november 1989 (MN)  |             |            |
|                                                             |                    | 30, avenue Monterey                                    | 25 maart 1988 (MN)     |             |            |
|                                                             |                    | 20-22, rue du Saint-Esprit                             | 15. Dezember 1989 (MN) |             |            |
|                                                             |                    | 3, rue Sigefroid                                       | 10 november 1989 (MN)  |             |            |
|                                                             |                    | 6, 8 an 10 rue Sigefroid                               | 3 maart 1989 (MN)      |             |            |
| Maison Cassal                                               |                    | 5 rue Large                                            | 1 augustus 1940 (MN)   |             |            |
| Kerk                                                        |                    | rue Sigefroid                                          | 27 mei 1963 (MN)       |             |            |
| Orgel                                                       |                    | Méchelskierch                                          | 11. Dezember 2002 (MN) |             |            |
| Toenmalijk atheneum, vandag Nationale Bibliotheek           |                    |                                                        | 13 oktober 1964 (MN)   |             |            |
|                                                             |                    | 12, rue Saint-Esprit                                   | 2 september 1977 (MN)  |             |            |
| Monument du Souvenir Gëlle Fra                              |                    | place de la Constitution                               | 8 maart 2002 (MN)      |             |            |
| gebouw                                                      |                    | rue Aldringen/rue des Bains                            | 15 juni 2007 (MN)      |             |            |
| Codex Mariendalensis                                        |                    | Nationaal Archief                                      | 27 juni 2008 (MN)      |             |            |
| gebouw                                                      |                    | 3, Paschtoueschgaass (rue du Curé)                     | 11 september 2009 (MN) |             |            |
| gebouwen                                                    |                    | rue Notre-Dame and Place Guillaume II                  | 29 januari 2010 (MN)   |             |            |
| gebouwen                                                    |                    | 1-3, Krautmaart (rue Marché-aux-Herbes)                | 30 november 1989 (IS)  |             |            |
| gebouwen                                                    |                    | 23, 21, 19, 17, 13 11, 9, 7 en 5 Breedewee (rue Large) | 15 december 1964 (IS)  |             |            |
| gebouwen                                                    |                    | Breedewee 3, 3, 2 en 1                                 | 20 oktober 1961 (IS)   |             |            |
| gebouw (Maison de Raville)                                  |                    | 4, rue de la Reine                                     | 25 juni 1975 (IS)      |             |            |
| Schilderijen van Jean-Louis Gilson (Broer Abraham)          |                    | 11, rue du Nord                                        | 8 juni 1970 (IS)       |             |            |
| gebouwen                                                    |                    | 1, 3, 5, 5a, 10, 14+16 en 30 rue du Curé               | 5 mei 1978 (IS)        |             |            |
| gebouwen                                                    |                    | 3, 13, 17 en 19 rue Chimay                             | 5 mei 1978 (IS)        |             |            |
| gebouw                                                      |                    | 5, Place d'Armes                                       | 5 mei 1978 (IS)        |             |            |
| gebouw                                                      |                    | 7, Place d'Armes                                       | 5 maart 1975 (IS)      |             |            |
| gebouwen                                                    |                    | 4 a 6 rue Génistre                                     | 5 mei 1978 (IS)        |             |            |
| gebouw                                                      |                    | 56, Grand-Rue                                          | 23 maart 1987 (IS)     |             |            |
| gebouwen (4-6 deel van historisch complex 'Am Dierfchen')   |                    | 19, 23, 2, 4 en 6 Grand-Rue                            | 5 mei 1978 (IS)        |             |            |
| Gebai                                                       |                    | 2, Ënneschtgaass (rue Notre-Dame)                      | 5 mei 1978 (IS)        |             |            |
| gebouwen                                                    |                    | 12-14, 10, 8, 6 en 4 rue Wiltheim                      | 20 oktober 1961 (IS)   |             |            |
| gebouwen                                                    |                    | 1, 3, 6, 8, 10 an 12 rue Sigefroid                     | 20 oktober 1961 (IS)   |             |            |
|                                                             |                    | 11, rue de la Boucherie                                | 20 oktober 1961 (IS)   |             |            |
| Gebouwen op de nummers 9, 5-7, 4, 6, 8-8b                   |                    | rue de la Loge                                         | 20 oktober 1961 (IS)   |             |            |
|                                                             |                    | rue du Roost                                           | 20 oktober 1961 (IS)   |             |            |
|                                                             |                    | Waassergaass (rue de l'Eau)                            | 20 oktober 1961 (IS)   |             |            |
|                                                             |                    | 1, avenue Marie-Thérèse                                | 11 november 1986 (IS)  |             |            |
|                                                             |                    | 8, Groussgaass                                         | 8 mei 2009 (IS)        |             |            |

## Bron
- Liste des immeubles et objets classés monuments nationaux ou inscrits à l'inventaire supplémentaire